# Аманелисдзе
Аманелисдзе (груз. ამანელისძე) — феодальный род Грузинского царства, получивший известность в XII и XIII веках.

## История
В анонимной грузинской летописи XIII века «Истории и восхваления государей» род Аманелисдзе упоминается вместе с князьями Варданисдзе и Сагиридзе как участники церемонии препоясания меча царицы Тамары после её коронации в 1184 году.
Во время правления царицы Тамары, эта семья с титулом эристави (фактически герцога) господствовала над доменом Аргвети в западной Грузии, которое якобы перешло к ним от князей рода Кахаберисдзе. После возвращения последней семьи к власти, семья Аманелисдзе утратила свою власть и исчезла из грузинских хроник.
По словам грузинского историка XX века Иване Джавахишвили, внук царицы Тамары, царь Давид VI Нарин (годы правления 1245—1293), был женат в качестве своей первой жены на члене семьи Аманелисдзе, Тамаре, которая была матерью троих сыновей Давида, все из них впоследствии были правящими монархами. Происхождение Тамары не упоминается в грузинских хрониках, но она известна из сохранившихся современных грамот, одна из которых идентифицирует её как «дочь Эменеласдзе», искаженную форму фамилии Аманелисдзе, как утверждает Джавахишвили.
Анонимный автор «Истории и восхвалений государей» упоминает только одну супругу Давида, принцессу из рода Палеологов.